# 拟漆姑
拟漆姑（学名：Spergularia salina）为石竹科拟漆姑属的植物。分布于欧洲、非洲、亚洲以及中国大陆的河北、新疆、山东、甘肃、内蒙古、河南、辽宁、青海、云南、江苏、四川、吉林、陕西、黑龙江、宁夏等地，生长于海拔400米至2,800米的地区，一般生长在湖畔、河边、沙质轻度盐地、盐化草甸及水边等湿润处，目前尚未由人工引种栽培。

## 别名
牛漆姑草（中国种子植物科属词典）

## 异名
- Spergularia marina (L.) Griseb.